# Trafikkegle
En trafikkegle er et objekt der bruges i trafikken til at informere bilister, fodgængere og cyklister om at noget er anderledes, og at man skal være opmærksom.